# Wiktor Wiktorowitsch Bobynin

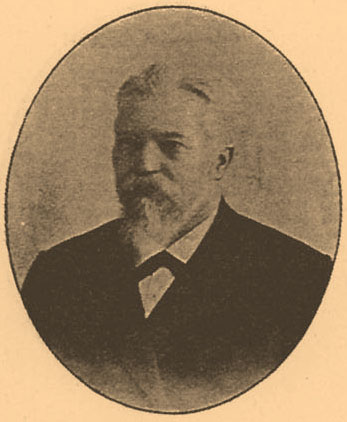
Wiktor Wiktorowitsch Bobynin

Wiktor Wiktorowitsch Bobynin (russisch Виктор Викторович Бобынин, englische Transkription Victor Bobynin; * 8. November 1849 im Dorf Schily, Ujesd Roslawl, Gouvernement Smolensk, Russisches Kaiserreich; † 25. November 1919 in Tula) war ein russischer Mathematikhistoriker und Mathematiker.
Bobynin stammte aus kleinem Adel und besuchte das Gymnasium in Tula von 1860 bis 1867. Dann studierte er an der Lomonossow-Universität in Moskau mit dem Abschluss 1872. Als Lehrer an der Militärschule in Nischni Nowgorod begann er sich für Mathematikgeschichte zu interessieren. 1881 kehrte er nach Moskau zurück und wurde dort 1882 mit einer Arbeit über die Mathematik im Alten Ägypten promoviert. Danach war er Privatdozent an der Lomonossow-Universität und lehrte dort bis zu seinem Tod Mathematikgeschichte, wobei er den Vorlesungsinhalt jährlich wechselte. Er veröffentlichte die erste Zeitschrift für Geschichte der Naturwissenschaften und Mathematik in Russland (Physikalische und Mathematische Wissenschaften in der Vergangenheit und Gegenwart). Der Druck wurde teilweise von ihm selbst finanziert und die Zeitschrift enthielt auch viele Beiträge von ihm. Außerdem veröffentlichte er in der Bibliotheca Mathematica von Gustaf Eneström. Für den vierten Band der Vorlesungen über Geschichte der Mathematik von Moritz Cantor schrieb er 1908 das Kapitel Elementargeometrie im 18. Jahrhundert.
Er war auch an Ethno-Mathematik interessiert (etwa bei russischen Bauern) und in seiner Dissertation über den Rhind-Papyrus (der Moskau Papyrus war damals noch nicht entdeckt) interessierte ihn auch die Entstehung mathematischen Wissens aus dem Volk.
Er veröffentlichte umfangreiche Bibliographien zur Mathematik in Russland und zahlreiche Biographien.